# Live in Tokyo ’91
Live in Tokyo ’91 ist ein Jazzalbum des Saxophonisten Barney Wilen. Das von ihm selbst auf einem SONY DAT-Recorder am 11. Februar 1991 mitgeschnittene Tondokument aus dem Tokyoter Jazzclub Keystone Korner erschien am 13. September 2019 bei Elemental Music.

## Hintergrund
Wilen tourte 1990 zum ersten Mal in Japan und kehrte im folgenden Jahr zurück, als dieses Konzert aufgenommen wurde. Nachdem Wilen in der Post-Bop-Ära angekommen war, knüpfte er an Elemente des Free Jazz an. Bei diesem Club-Date in Tokio, das er selbst aufgenommen hatte und das noch nicht veröffentlicht wurde, spielt er wieder alte Stücke, auch französische Chansons, darunter zwei Titel, die mit Charles Trenet in Verbindung stehen, aber auch einen Titel aus Art Blakeys Filmmusik zu Les Liaisons Dangereuses, an der er 1959 beteiligt war.
Das Album besteht aus zwei CDs, einem 20-seitigen Booklet mit bislang unveröffentlichten Fotos vom Konzert und Beiträgen von Bruno Pfeiffer, Patrick Wilen, Gilles Naturel und Olivier Hutman.

## Titelliste
- Barney Wilen Quartet: Live in Tokyo ’91 (Elemental 5990434)

CD 1
1. Introduction
2. Beautiful Love
3. L'âme des poètes
4. Mon blouson (c'est ma maison)
5. Que reste-t-il de nos amours?
6. Besame Mucho

CD 2
1. How Deep Is the Ocean?
2. Little Lu
3. Old Folks
4. Latin Alley
5. Bass Blues
6. No Problem (Liaisons dangereuses)
7. Goodbye
8. Doxy (Encore)

## Rezeption
Ronald Atkins (Jazz Jornal) schrieb: „Ohne in irgendeiner Weise ein Kopist zu sein, ist sein Stil letztlich vielleicht dem von Sonny Rollins am nächsten. In diesem Zusammenhang versäumt er es manchmal, mehrere Refrains mit einer zufriedenstellenden Kohärenz zu spielen, und man wünscht sich die eine oder andere Note der Phrasen-Jonglage des Meisters. Aus diesem Grund ist „Old Folks“ ein sehr zu empfehlender Titel, der in einem gemächlichen Tempo und mit einer angemessen begrenzten Anzahl von Refrains aufgenommen wurde.“
Nach Ansicht des Autors sind die gelegentlichen Reminiszenzen an Ben Webster weniger erwartet, „nicht der Ton, sondern die schlüpfrige Formulierung“, die man etwa auf „How Deep Is the Ocean?“ finde, einem weiteren Titel, den man sich anhören sollte, so Atkins. Gleiches gelte für die wenigen Nummern, in denen Wilen zum Sopransaxophon wechselt. Die Mitglieder seines versierten Begleittrios hätten viel Raum, und der Pianist Olivier Hutman arbeitet perfekt an den Höhepunkten, zu denen Miles Davis in den 50er-Jahren ermutigt hatte.
Dave Cantor, der das Album im Down Beat rezensierte, ist der Meinung, dass Wilen „immer noch einen gesicherten Tenorsound liefert.“ Es sei eine so solide Aufnahme, dass selbst diejenigen, die auf die auf Zodiac und Moshi eingesetzten Exzentrizitäten hoffen, von dem hier verteilten Bop zufriedengestellt werden dürften. Eine rauchige Interpretation von Sonny Rollins’ „Doxy“ folgt kurz nach einer Wiedergabe von „Besame Mucho“, die ehrlich gesagt eine feurigere und lohnendere Interpretation ist, als es 1991 sein könnte. Nach Ansicht des Autors gerät der Mitschnitt etwas ins Stocken, als sich das Quartett auf der zweiten CD „Latin Alley“ zuwendet und Olivier Hutman ein „ziemlich veraltetes Keyboard“ einsetzt. Doch dies sei „keine bedauerliche Leistung, nur eine, die ihr Alter zeigt.“ Und das sei auch die einzige einschränkende Bemerkung zu Live in Tokyo '91, so der Autor resümierend. Die Aufnahmen könnten dazu beitragen, „einen selbstbewussten und nachdenklichen Spieler den Leuten nahezubringen“, die nie zuvor nach seinem Werk gesucht hätten.
Pirmin Bossart schrieb in Jazz’n’more, „Wilen bläst sein Stücke mit Swing- und Bop-Raffinessen, die viel Feeling und ein tadelloses Handwerk offenbaren. Sein Sound ist in seinem samtenen Phrasieren wunderbar warm und angenehm, ohne ins Sentimentale oder gar Kitschige zu kippen. Wilen hat das Gespür für lange Bögen mit einem melodischen Fluss, der sich nicht in aneinandergereihten Phrasen erschöpft, sondern schlüssige Erzählformen entwickelt.“